# 언드라시 3세

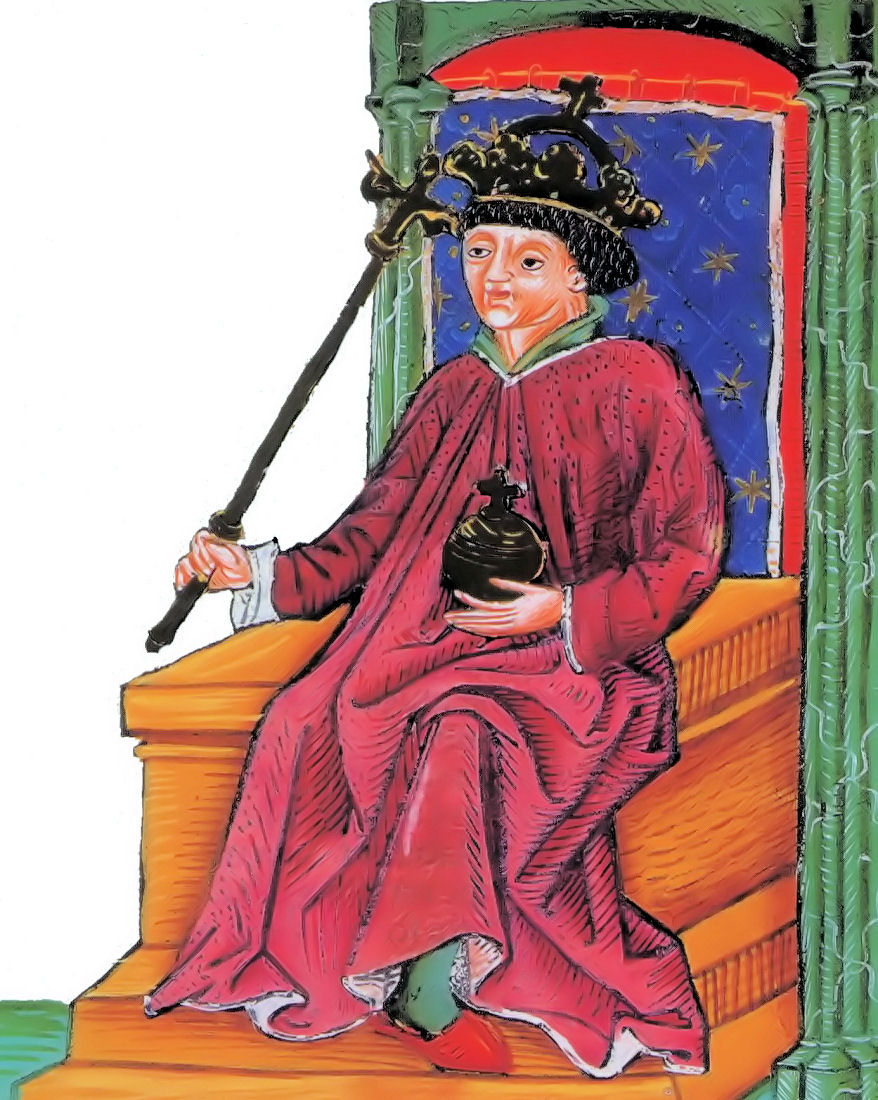
1488년에 출간된 《헝가리 연대기》에 묘사된 언드라시 3세

언드라시 3세(헝가리어: III. András, 슬로바키아어: Ondrej III. 온드레이 3세, 크로아티아어: Andrija III. 안드리야 3세, 1265년경 ~ 1301년 1월 14일)는 헝가리와 크로아티아의 국왕(재위: 1290년 ~ 1301년)이다. 아르파드 왕조 최후의 군주이며 베네치아인 언드라시(헝가리어: Velencei András 벨렌체이 언드라시[*], 크로아티아어: Andrija Mlečanin 안드리야 믈레차닌)라는 별칭으로 부르기도 한다.

## 생애
언드라시 2세가 사망한 이후에 태어난 아들인 우토쉴뢰트 이슈트반(Utószülött István, 유복자 이슈트반)과 모로시니 토마시나(Morosini Tomasina)의 아들로 태어났다. 우토쉴뢰트 이슈트반은 생전 벨러 4세를 비롯한 이복 형들과 그 자손들에게 사생아 혹은 다른 남성의 아들로 의심받기도 했다. 1272년 아버지 우토쉴뢰트 이슈트반이 사망한 이후에는 외가 모로시니가의 베네치아 친척들과 함께 교육을 받았다.
1278년 헝가리 서부를 거점으로 하던 귀족인 쾨세기 이반(Kőszegi Iván)의 요청에 따라 헝가리를 방문했다. 언드라시는 한때 헝가리 정부에 슬라보니아의 통치권을 요구했지만, 그의 조카인 국왕 라슬로 4세에 의해 거절당했다. 언드라시는 자신의 요구가 기각되자 베네치아로 귀국했다.
1290년 초반 에스테르곰 대주교였던 로도메르(Lodomér)는 파문당한 라슬로 4세를 대신하기 위한 차원에서 그를 국왕으로 옹립하려고 했다. 언드라시는 로도메르 대주교의 제안을 받아들였지만 헝가리의 귀족이었던 허호트 어르놀드(Hahót Arnold)에 의해 생포되었고 오스트리아의 공작이었던 알브레히트 1세에 의해 빈으로 이송되었다.
1290년 7월 10일 후사가 없던 라슬로 4세가 쿠만인에 의해 살해당했다. 1290년 7월 23일 언드라시는 세케슈페헤르바르에서 로도메르 대주교로부터 왕관을 받으면서 왕위에 올랐다. 1290년에는 폴란드의 공주였던 쿠야비(Kujawy)의 페넨나(Fenenna)와 결혼했다.
외국에서는 언드라시의 왕위 계승의 정통성에 대한 의문이 제기되었다. 독일의 왕이었던 루돌프 1세는 라슬로 4세의 죽음으로 인해 헝가리의 왕가가 끊겼다고 주장했다. 폴란드에서는 슬라보니아의 공작인 언드라시를 자처한 인물이 등장했지만 언드라시 3세를 지지하던 세력들에 의해 살해당하고 만다. 1291년 4월에는 나폴리의 군주였던 카를로 2세의 아내이자 라슬로 4세의 여동생인 마리아(Maria)가 헝가리의 왕위를 주장했다. 마리아는 자신의 아들이었던 카로이 마르텔(Károly Martell)이 헝가리의 왕위 계승자라고 주장했다. 1295년 8월에는 카로이 마르텔가 나폴리에서 죽자, 그의 아들인 카로이 로베르트(Károly Róbert, 훗날 카로이 1세로 즉위함)가 헝가리의 왕위 계승자라고 주장했다.
1291년 초반 언드라시 3세는 너지바러드(Nagyvárad, 현재의 루마니아 오라데아), 줄러페헤르바르(Gyulafehérvár, 현재의 루마니아 알바이울리아)에서 귀족들이 개최한 회의에 참석했다. 1291년 8월 26일 헝가리의 언드라시 3세, 오스트리아의 알브레히트 1세는 하인부르크(Hainburg)에서 평화 조약을 체결하면서 전쟁 상태를 종식시켰다.
1293년 언드라시의 어머니였던 토마시나가 언드라시의 요청을 통해 헝가리를 방문했다. 토마시는 반란을 일으켰던 귀족들과의 협상을 통해 언드라시의 통치를 받아들였다. 1294년과 1295년에는 언드라시와 토마시나가 마르텔 카로이를 지지하던 귀족들을 공격했다.
1296년 자신의 아내였던 페넨나가 사망하자 오스트리아의 알브레히트 1세 공작의 딸인 아그네스(Agnes)와 재혼했다. 그러나 아그네스에게는 자녀를 보지 못했다. 1297년 알브레히트 1세의 지원을 받은 언드라시는 차크 마테(Csák Máté) 영주가 일으킨 반란을 진압했고 쾨세그(Kőszeg), 포조니(Pozsony, 현재의 슬로바키아 브라티슬라바)를 탈환했다. 1298년 7월 2일에는 괼하임(Göllheim)에서 아돌프 폰 나사우와 전투를 벌이고 있던 알브레히트 1세에게 지원군을 보냈다. 1298년 8월에는 페슈트(Pest)에서 언드라시 3세의 왕권 확립을 위한 의회를 열었다.
1300년 8월에는 교황 보니파시오 8세로부터 에스테르곰 대주교로 임명된 비치케이 게르게이(Bicskei Gergely) 대주교가 카로이 로베르트를 헝가리의 왕위 계승자로 선언했다. 스플리트에 도착한 카로이 로베르트는 크로아티아에서 온 자신의 지지 세력들과 함께 자그레브를 점령했다. 언드라시는 건강 악화로 인해 자그레브를 탈환하려는 계획을 포기했고 1301년 1월 14일 부다 성에서 사망하고 만다. 사망당시 그에게는 5세 된 딸 엘리자베스만 있었고, 딸은 후처인 아그네스가 재혼 시 데려갔으며 나중에 수녀로 생을 마감한다. 언드라시가 후사 없이 사망하면서 아르파드 왕조의 역사도 끝나게 된다.